# Markovac (Čelinac)
Markovac (szerbül: Марковац), település Bosznia-Hercegovinában, a Bosanska Krajina keleti részén, Čelinac községben, a Szerb Köztársaságban. 

## Fekvése
A település Bosznia-Hercegovina északi részén, Banja Lukától légvonalban 14, közúton 19 km-re délkeletre, községközpontjától légvonalban és közúton 2 km-re délkeletre, a Vrbanja-folyó jobb partján, 200-386 méteres tengerszint feletti magasságban fekszik. 

## Népessége

### A település népessége
| Nemzetiségi csoport | Népesség 1991 | Népesség 2013 |
| ------------------- | ------------- | ------------- |
| Szerb               | 164           | 161           |
| Bosnyák             | 1             | 0             |
| Horvát              | 1             | 1             |
| Jugoszláv           | 1             | 0             |
| Egyéb               | 0             | 0             |
| Összesen            | 167           | 162           |

## Története
A térség 1878-ig tartozott az Oszmán Birodalomhoz, ekkor a berlini kongresszus határozata alapján az Osztrák-Magyar Monarchia része lett. A monarchia szétesésével 1918-ban előbb a Szerb-Horvát-Szlovén Királyság, majd 1929-től a Jugoszláv Királyság része. Az 1929-es törvény értelmében, amikor Bosznia-Hercegovinát négy banovinára, Drinskára, Vrbaskára, Zetskára és Primorskára osztották, a település a Vrbaska banovina része lett, amelynek székhelye Banja Luka volt. Jugoszlávia megszállása után a Független Horvát Állam (NDH) része lett. A daytoni békeszerződést követő területfelosztásnál a település Čelinac község részeként a Szerb Köztársaság területéhez került. 

## Nevezetességei
Ortodox temploma a falutól keletre fekvő temetőben áll.